# Фаховий коледж ракетно-космічного машинобудування Дніпровського національного університету імені Олеся Гончара
Фаховий коледж ракетно-космічного машинобудування Дніпровського національного університету імені Олеся Гончара  — український вищий навчальний заклад І рівня акредитації у місті Дніпро. 

## Історія

### Дніпропетровський автомеханічний технікум
Коледж заснований згідно з постановою Народного Комісара середнього машинобудування СРСР від 31 липня 1944 році про будівництво автомобільного заводу в м. Дніпропетровську.
25 жовтня 1944 року почав роботу як Дніпропетровський автомеханічний технікум, як базовий навчальний заклад вищезазначеного заводу.
Першим директором був Дмитро Іванович Шандро, з 31 липня 1947 року директором стає Назарій Омелянович Клебанський.
З 1 вересня 1951 року Міністерство озброєння повинно було організувати у Дніпропетровському механічному технікумі підготовку фахівців з виробництва ракет й приладів до них, та встановити студентам, викладачам і службовцям цього технікуму стипендію та заробітну плату в розмірах, одержуваних у технікумах Міністерства чорної металургії.
З цього часу почалася підготовка спеціалістів з ракетно-космічної техніки за спеціальностями: двигуни літальних апаратів; корпуси літальних апаратів; прилади та системи управління.
З травня 1955 року до лютого 1960 року директором був Павло Петрович Караулов.
1956 року на базі технікуму був створений і виділений в самостійний Павлоградський вечірній механічний технікум. 
У 1958 році з переходом технікуму у ведення Придніпровського раднаргоспу на базі спеціальності «Обробка металів різанням» був організований Дніпропетровський машинобудівний технікум.
З лютого 1960 року по квітень 1962 року технікум очолював Микола Анатолійович Федоров.
У 1962 році був організований Дніпропетровський радіоприладобудівний технікум. В цьому ж році технікум переїжджає в новий корпус по вул. Більшовицька, 27.
З квітня 1963 року директором стає Адольф Пимонович Сергєєв.
У 1965 р. технікум переданий у ведення Міністерства загального машинобудування.
В 1967—1968 роках членами технічних гуртків була розроблена конструкція малогабаритної переносної машини для програмування контролю знань учнів та їх навчання. Цю машину демонстрували на Омському семінарі з програмного навчання, вона викликала великий інтерес, тому що не поступалася за всіма функціями стаціонарним машинам.
У 1970 році технікум взяв участь у Виставці технічної творчості учнів технікумів в Москві. Від технікуму були направлені 4 експонати на Виставку досягнень народного господарства.
У травні 1988 року директором технікуму стає Георгій Петрович Тіссен.

### Дніпропетровський коледж ракетно-космічного машинобудування Дніпропетровського національного університету імені Олеся Гончара
У 1991 році технікум переходить у підпорядкування Міністерства освіти України. В лютому технікум був перейменований у Дніпропетровський технікум ракетно-космічного машинобудування.
У 1997 році увійшов до складу Дніпропетровського національного університету та був перейменований у Технікум ракетно-космічного машинобудування Дніпропетровського національного університету.
З 1 липня 2006 року до 8 січня 2008 року директором був Володимир Іванович Усіченко.
За наказом ректора ДНУ у 2008 році технікум перейменували у Дніпропетровський коледж ракетно-космічного машинобудування Дніпропетровського національного університету імені Олеся Гончара.
З 8 січня 2009 року директором коледжу є Олександр Михайлович Романовський.

### Фаховий коледж ракетно-космічного машинобудування Дніпровського національного університету імені Олеся Гончара
З 2017 року "Коледж ракетно-космічного машинобудування Дніпровського національного університету імені Олеся Гончара".
З 2020 року має назву «Фаховий коледж ракетно-космічного машинобудування Дніпровського національного університету імені Олеся Гончара».
15 липня 2022 року під час повномасштабного вторгнення росіян до України, російські війська нанесли кілька ракетних ударів по ПМЗ, ударна хвиля від "прильоту" заподіяла збитків коледжу на 3 млн 567 тисяч гривень.

## Відділення

### Механічне відділення[3]
Спеціальності:
- "Авіаційна та ракетно-космічна техніка"
- "Прикладна механіка"
- "Електроенергетика, електротехніка та електромеханіка"

### Технологічне відділення[4]
Спеціальності:
- "Прикладна механіка"
- "Облік і оподаткування"
- "Галузеве машинобудування"

### Відділення комп’ютерної і програмної інженерії[5]
Спеціальності:
- "Комп’ютерна інженерія"
- "Інженерія програмного забезпечення"

## Умови вступу та навчання
На навчання в коледж приймаються особи з базовою (9 класів) та повною середньою освітою (11 класів). Для здобуття нової спеціальності можуть прийматися також особи з вищою освітою. Навчання проводиться за рахунок держави або вступника.

## Керівництво
Керівництво коледжу:
- Директор — Романовський Олександр Михайлович.
- Завідувач канцелярії — Тараканова Вікторія Василівна.
- Заступник директора з виховної роботи — Сітарчук Валерія Валеріївна.
- Заступник директора з адміністративно-господарської роботи — Асаул Микола Михайлович.
- Заступник директора з навчальної роботи — Любохинець Валентина Миколаївна.
- Підрозділ по роботі з кадрами — Вовк Олена Олександрівна.
- Підготовче відділення — Мандрика Тетяна Петрівна.
- Відповідальний секретар Приймальної комісії ФКРКМ ДНУ — Григор'єв Андрій Миколайович.
- Головний бухгалтер — Кишиневська Лілія Олександрівна.

## Відомі випускники
- Костянтин Войтенко